# Iglesia de San Marcos (Madrid)
La iglesia de San Marcos es una iglesia parroquial española situada en la madrileña calle de San Leonardo, 10 (antes calle de San Marcos), frente al lateral derecho del Edificio España, aunque dos siglos anterior a este rascacielos.

## Historia
Debe su nombre y advocación a la victoria de Felipe V en la batalla de Almansa, que tuvo lugar el 25 de abril de 1707, día de San Marcos. El rey ordenó que sustituyera al pequeño oratorio anexo de la parroquia de San Martín, que había sido edificado en 1632 (obra entre otros de Pedro de Ribera).
Aunque el monarca había muerto en 1746, las obras comenzaron en 1749 con Ventura Rodríguez como arquitecto. Fue consagrada el 22 de abril de 1753. En 1836 pasa a ser parroquia independiente. Es considerada una de las mejores obras de Ventura Rodríguez, quien recibió sepultura en ella junto a su esposa, donde estuvieron hasta su traslado en el siglo XIX a la capilla de los Arquitectos en la parroquia de San Sebastián.

## Características
El edificio tiene una planta de cinco elipses sucesivas (sorprendente por la inversión de valores, la articulación disimétrica de los espacios y la resonancia de sus bóvedas elípticas) y una fachada de orden gigante flanqueada por antecuerpos curvos que conforman un atrio cóncavo. Su aspecto exterior no anticipa su riqueza interior. El derribo casi completo, a mediados del siglo XX, del caserío circundante con motivo de la conexión de la calle Princesa con la plaza de España y las posteriores edificaciones, dejaron a la iglesia encajonada entre tres edificios modernos.
En 1925 fue restaurada por Francisco García Nava tras un incendio. Fue declarada Bien de Interés Cultural con categoría de monumento el 28 de septiembre de 1944 (BOE de 10-08-1944).